# Danske mestre i atletik (kvinder)
 For alternative betydninger, se Danske mestre i atletik. (Se også artikler, som begynder med Danske mestre i atletik)
Danske mestre i atletik (kvinder) listen strækker sig fra 1944. Det første danske mesterskab i atletik for mænd afvikledes i 1894, fra 1944 indførtes DM i atletik for kvinder. Fra 1953 og frem blev DM for mænd og kvinder afviklet sammen.

## 60 meter
- 1944 Bente Bergendorff 7,9
- 1945 Bente Bergendorff 7,9
- 1946 Grethe Lovsø Nielsen 7,8
- 1947 Grethe Lovsø Nielsen 8,0
- 1948 Grethe Lovsø Nielsen 7,8
- 1949 Grethe Lovsø Nielsen 7,8
- 1950 Anni Rytter 7,9
- 1951 Anni Rytter 7,8
- 1952 Grethe Lovsø Nielsen  8,0
- 1953 Tove Larsen 8,1
- 1954 Tove Larsen 7,8

Udgået

## 100 meter
- 1946 Hildegard Nissen, 12.7
- 1947 Birthe Nielsen 12.2
- 1948 Bente Bergendorff 12,3
- 1949 Grethe Lovsø Nielsen 12,7
- 1950 Anni Rytter 12.8
- 1951 Anni Rytter 12,4
- 1952 Grethe Mølgard (Lovsø Nielsen?) 13,1
- 1953 Else Ross, 13,1
- 1954 Kirsten Roelshøj 12,7
- 1955 Kirsten Roelshøj AlK 95 12,4
- 1956 Vivi Markussen 12,9
- 1957 Tove Larsen 12,7
- 1958 Vivi Markussen 12,3
- 1959 Vivi Markussen 12,0
- 1960	Vivi Markussen 	12,6
- 1961	Vivi Markussen 		12,0
- 1962	Nina Hansen		12,1
- 1963	Else Hadrup		12,0
- 1964	Vivi Markussen		12,0
- 1965	Else Hadrup 		12,0
- 1966	Else Hadrup 		12,0
- 1967	Nina Hansen		12,3
- 1968	Else Hadrup		11,8
- 1969	Else Hadrup		11,9
- 1970	Birthe Pedersen	12,0
- 1971	Inge Jensen 11,9
- 1972	Inge Voigt (Jensen)	11,8
- 1973	Margit Hansen	12,0
- 1974	Connie Søltoft	12,0
- 1975	Birthe Pedersen		11,90
- 1976	Birthe Pedersen		11,92
- 1977	Lise Wilbek 	12,11
- 1978	Dorthe A. Rasmussen	12,16
- 1979	Dorthe A. Rasmussen	12,00
- 1980	Dorthe A. Rasmussen	11.84
- 1981	Dorthe A. Rasmussen	11,49w
- 1982	Dorthe A. Rasmussen	11.7w
- 1983	Dorthe A. Rasmussen	11,47w
- 1984	Dorthe A. Rasmussen	11,81
- 1985	Lene Demsitz	12,01
- 1986	Lene Demsitz		11,44w
- 1987	Tine Nielsen	12,46
- 1988	Trine Bogner	12,29w
- 1989	Lene Demsitz		12,20
- 1990	Wendy Slatanach USA	12,43
- 1991	Lisbeth Larsen	12,28
- 1992	Karen Gydesen	12,05
- 1993	Christina Schnohr	12,08
- 1994	Camilla Voigt	12,09w
- 1995	Christina Schnohr	12,05
- 1996	Christina Schnohr	12,71
- 1997	Christina Schnohr	12,62
- 1998	Christina Schnohr	12,41
- 1999	Christina Schnohr	12,07
- 2000	Christina Schnohr	11,77
- 2001	Sille Søndergaard	11,92
- 2002	Christina Schnohr	12,06
- 2003	Rikke Sørensen	12,05
- 2004	Rikke Sørensen		Ingen tid
- 2005	Sabrina Søndergaard	12,14
- 2006	Maria Severin	12,33
- 2007  Sara Petersen	12,07
- 2008
- 2009
- 2010   Anna Olsson            12,08

## 200 meter
- 1944 Bente Bergendorff 27,1
- 1945 Hildegard Nissen 26,7
- 1946 Hilde Nissen 26,6
- 1947 Birthe Nielsen 25,5
- 1948 Birthe Nielsen 26,1
- 1949 Rona Verner 26,5
- 1950 Anni Rytter 27,1
- 1951 Ruth Christiansen 26,5
- 1952 Anny Rytter 27,0
- 1953 Kirsten Roelshøj 27,0
- 1954 Kirsten Roelshøj 26,5
- 1955 Kirsten Roelshøj 26,3
- 1956 Vivi Markussen 26,2
- 1957 Tove Larsen 26,0
- 1958 Vivi Markussen 25,5
- 1959 Vivi Markussen 25,5
- 1960	Vivi Markussen
- 1961	Vivi Markussen
- 1962	Lone Hadrup
- 1963	Else Hadrup
- 1964	Vivi Markussen
- 1965	Else Hadrup
- 1966	Else Hadrup
- 1967	Nina Hansen
- 1968	Else Hadrup
- 1969	Else Hadrup
- 1970	Pia Lund Hansen
- 1971	Inge Jensen
- 1972	Inge Voigt (Jensen)
- 1973	Val Sejerø
- 1974	Connie Søltoft
- 1975	Birthe Pedersen
- 1976	Birthe Pedersen
- 1977	Lise Wilbek
- 1978	Dorthe A. Rasmussen
- 1979	Dorthe A. Rasmussen
- 1980	Berit Danielsen
- 1981	Dorthe A. Rasmussen
- 1982	Britt Hansen
- 1983	Dorthe A. Rasmussen
- 1984	Berit Danielsen
- 1985	Berit Danielsen
- 1986	Bettina Wilhjelm
- 1987	Tine Nielsen
- 1988	Charlotte Beiter
- 1989	Inge Barslev
- 1990	 Wendy Slatanach
- 1991	Lisbeth Larsen
- 1992	Karen Gydesen
- 1993	Christina Schnohr
- 1994	Camilla Voigt
- 1995	Christina Schnohr
- 1996	Christina Schnohr
- 1997	Trine Bogner
- 1998	Trine Bogner
- 1999	Christina Schnohr
- 2000	Christina Schnohr
- 2001	Sofie Abildtrup
- 2002	Sofie Abildtrup
- 2003	Sofie Abildtrup
- 2004	Sofie Abildtrup
- 2005	 Sunna Gestsdóttir
- 2006	Katrine Mikkelsen
- 2007  Julie Schmidt-Scherer 	24,61
- 2008
- 2009
- 2010  Anna Olsson            24,76

## 400 meter
- 1961	Ellen Jørgensen	59,6
- 1962	Mia Stryhn		58,7
- 1963	Inge Jensen		58,3
- 1964	Jette Andersen	58,1
- 1965	Jette Andersen		56,6
- 1966	Jette Andersen		58,3
- 1967	Susanne Hvas	57,2
- 1968	Kirsten Halner	55,8
- 1969	Annelise Damm Olesen 55,6
- 1970	Birgitte Jennes	54,8
- 1971	Kirsten Høiler	55,7
- 1972	Annelise Damm Olesen	55,3
- 1973	Birgitte Jennes		54,6
- 1974	Marianne Petersen	55,6
- 1975	Marianne Petersen	55,09
- 1976	Jette Riisberg	54,56
- 1977	Marianne Petersen	55,61
- 1978	Marianne Petersen	56,29
- 1979	Kirsten Høiler		55,84
- 1980	Berit Danielsen     55.50
- 1981	Tina Krebs		55,38
- 1982	Lisbeth Nissen Petersen 55,38
- 1983	Lisbeth Nissen Petersen	55,18
- 1984	Helle Sichlau	54,90
- 1985	Bettina Wilhjelm	55,44
- 1986	Bettina Wilhjelm	55,84
- 1987	Lisbeth Larsen	56,89
- 1988	Ane Skak		56,58
- 1989	Karen Gydesen	55,32
- 1990	Karen Gydesen		54,80
- 1991	Karen Gydesen		54,61
- 1992	Karen Gydesen		53,62
- 1993	Ane Skak		57,80
- 1994	Karen Gydesen		55,27
- 1995	Karen Gydesen		55,27
- 1996	Karen Gydesen		55,38
- 1997	Louise Sørensen	57,17
- 1998	Lisbeth Nielsen	56,71
- 1999	Christina Schnohr	55,52
- 2000	Christina Schnohr	54,59
- 2001	Rikke Rønholt	55,06
- 2002	Sofie Abildtrup	54,16
- 2003	Rikke Rønholt		54,65
- 2004	Sofie Abildtrup		54,38
- 2005	Rikke Rønholt		54,83
- 2006	Rikke Rønholt		53,49
- 2007  Helena Schmidt-Scherer 	56,24
- 2008  ??
- 2009    ??
- 2010  ??
- 2011  Sara Brahmer Svendsen  59,66
- 2012  Stina Troest
- 2013  ??
- 2014  ??

## 800 meter
- 1956  Jytte Kort 2:28,0
- 1957  Jytte Kort 2:22,6
- 1958  Jytte Kort 2:20,0
- 1959  Jytte Kort 2:18,6
- 1960  Ellen Jørgensen 2:19,0
- 1961  Menja Hansen 2:19,3
- 1962  Menja Hansen 2:17,6
- 1963	Jette Andersen	2:19,8
- 1964	Jette Andersen		2:12,6
- 1965	Jette Andersen		2:11,6
- 1966	Jette Andersen		2:14,1
- 1967	Jette Andersen		2:14,8
- 1968	Annelise Damm Olesen2:14,8
- 1969	Annelise Damm Olesen	2:16,4
- 1970	Birgitte Jennes	2:09,8
- 1971	Kirsten Høiler	2:05,9
- 1972	Annelise Damm Olesen	2:11,6
- 1973	Birgitte Jennes		2:09,0
- 1974	Loa Olafsson	2:08,0
- 1975	Loa Olafsson	        2:07,8
- 1976	Marianne Petersen	2:07,9
- 1977	Loa Olafsson		2:06,8
- 1978	Tina Krebs		2:09,96
- 1979	Dorthe S. Rasmussen	2:07,7
- 1980	Anita Sølyst	2:14,4
- 1981	Tina Krebs		2:06,2
- 1982	Tina Krebs		2:04,79
- 1983	Tina Krebs		2:03,12
- 1984	Heidi Christiansen	2:07,98
- 1985	Tina Krebs		2:04,68
- 1986	Tina Krebs		2:06,38
- 1987	Ane Skak		2:13,34
- 1988	Tina Krebs		2:08,15
- 1989	Annette Bülow	2:11,47
- 1990	Gitte Karlshøj	2:06,66
- 1991	Bettina Romer Andersen	2:10,14
- 1992	Gitte Karlshøj		2:06,62
- 1993	Ane Skak		2:08,39
- 1994	Sandra Gairy	2:12,48
- 1995	Karen Gydesen	2:07,5
- 1996	Karen Gydesen		2:07,34
- 1997	Heidi Jensen	2:08,61
- 1998	Karen Gydesen		2:07,41
- 1999	Heidi Jensen		2:07,46
- 2000	Heidi Jensen		2:03,18
- 2001	Heidi Jensen		2:04,96
- 2002	Rikke Rønholt	2:03,12
- 2003	Heidi Jensen		2:03,56
- 2004	Rikke Rønholt		2:03,78
- 2005	Rikke Rønholt		2:07,40
- 2006	Rikke Rønholt		2:05,44
- 2007  Rikke Rønholt		2:07,10

## 1500 meter
- 1969	Birgitte Jennes	4:50,2
- 1970	Karna Bjarup	4:40,8
- 1971	Louise Jacobsen	4:38,2
- 1972	Karna Bjarup		4:32,6
- 1973	Loa Olafsson	4:26,8
- 1974	Loa Olafsson		4:22,7
- 1975	Loa Olafsson		4:22,0
- 1976	Lis Møller Nielsen	4:27,5
- 1977	Loa Olafsson		4:13,9
- 1978	Loa Olafsson		4:21,03
- 1979	Dorthe S. Rasmussen	4:23,9
- 1980	Dorthe S. Rasmussen	4:26,7
- 1981	Dorthe S. Rasmussen	4:20,5
- 1982	Tina Krebs		4:24,8
- 1983	Tina Krebs		4:22,51
- 1984	Annette Bülow	4:27,84
- 1985	Tina Krebs		4:11,97
- 1986	Tina Krebs		4:17,59
- 1987	Aino Maria Slej	4:28,53
- 1988	Tina Krebs		4:21,21
- 1989	Gitte Karlshøj	4:20,48
- 1990	Gitte Karlshøj		4:13,67
- 1991	Bettina Romer Andersen 4:21,51
- 1992	Bettina Romer Andersen	4:24,41
- 1993	Bettina Romer Andersen	4:26,43
- 1994	Lene Tingleff	4:44,49
- 1995	Karen Gydesen	4:29,01
- 1996	Nina Christiansen	4:33,21
- 1997	Heidi Jensen	4:26,04
- 1998	Heidi Jensen		4:21,28
- 1999	Petrine Holm	4:31,41
- 2000	Heidi Jensen		4:19,00
- 2001	Heidi Jensen		4:13,80
- 2002	Heidi Jensen		4:13,99
- 2003	Heidi Jensen		4:16,20
- 2004	Heidi Jensen		4:21,71
- 2005	Louise Mørch	4:26,54
- 2006	Heidi Jensen		4:31,47
- 2007  Ida Fallesen        4:51,18

## 3000 meter
- 1973	Karna Bjarup        10:01,0
- 1974	Dorthe S. Rasmussen	10:00,8
- 1975	Dorthe S. Rasmussen	10:00,8
- 1976	Dorthe S. Rasmussen	9:56,6
- 1977	Loa Olafsson        9:32,4
- 1978	Loa Olafsson    	9:12,3
- 1979	Dorthe S. Rasmussen	9:25,8
- 1980	Dorthe S. Rasmussen	9:26,0
- 1981	Dorthe S. Rasmussen	9:27,4
- 1982	Charlotte Kaagh	9:45,91
- 1983	Dorthe S. Rasmussen	8:59,31
- 1984	Dorthe S. Rasmussen	9:19,59
- 1985	Aino Maria Slej	9:23,76
- 1986	Dorthe S. Rasmussen	9:18,23
- 1987	Aino Maria Slej		9:33,93
- 1988	Gitte Karlshøj	9:25,1
- 1989	Gitte Karlshøj		9:18,93
- 1990	Aino Maria Slej		9:36,41
- 1991	Gitte Karlshøj		9:25,88
- 1992	Bettina Romer Andersen 9:14,57
- 1993	Bettina Romer Andersen	9:32,72
- 1994	Anja Jørgensen	9:38,48

Udgået

## 5000 meter
- 1995	Nina Christiansen	16:14,60
- 1996	Nina Christiansen	16:05,24
- 1997	Anja Jørgensen	16:20,16
- 1998	Dorte Vibjerg	16:06,00
- 1999	Annemette Jensen	16:39,26
- 2000	Annemette Jensen	16:38,85
- 2001	Gitte Karlshøj	16:21,17
- 2002	Gitte Karlshøj		16:14,90
- 2003	Dorte Vibjerg		15:52,05
- 2004	Louise Brasen		17:18,55
- 2005	Gitte Karlshøj		17:04,7
- 2006	Louise Mørch	16:58,72
- 2007  Maria Sig Møller    17:26,56

## 10,000 meter
- 1977	Loa Olafsson	33:56:0
- 1978	Loa Olafsson		33:02:0
- 1979	Dorthe S. Rasmussen	33:13:0
- 1980	Kersti Jakobsen	35:31:0
- 1981	Dorthe S. Rasmussen	34:16:0
- 1982	Mie Poulsen Jensen	37:17:0
- 1983	Dorthe S. Rasmussen	33:55:0
- 1984	Dorthe S. Rasmussen	32:33:0
- 1985	Dorthe S. Rasmussen	33:06:0
- 1986	Kersti Jakobsen		33:50,47
- 1987	Charlotte Strøyberg	34:03,37
- 1988	Dorthe S. Rasmussen	34:55,49
- 1989	Dorthe S. Rasmussen	33:30,92
- 1990	Inga Nielsen	35:17,69
- 1991	Dorthe S. Rasmussen	33:20,92
- 1992	Nina Christiansen	34:23,57
- 1993	Gitte Karlshøj	33:46,88
- 1994	Nina Christiansen	33:49,53
- 1995	Gitte Karlshøj		34:49,0
- 1996	Mette Bang		35:35,0
- 1997	Anja Jørgensen	33:54,03
- 1998	Charlotte Sass Larsen 33:22,01
- 1999	Jytte Pedersen	35:43,56
- 2000	Ann Thomsen		38:03,96
- 2001	Annemette Jensen	34:10,40
- 2002	Jytte Pedersen    	36:13,16
- 2003	Dorte Vibjerg	32:43,19
- 2004	Sidsel Rasmussen	35:45,39
- 2005	Anne-Mette Aagaard	35:04,16
- 2006	Sidsel Rasmussen	35:04,97
- 2007  Maria Sig Møller	35:12,68

## Marathon
- 1980	Lone Dybdal		2:56:29
- 1981	Krista Andreasen	03:14:21
- 1982	Ella Grimm		03:03:42
- 1983	Lone Dybdal		02:49:58
- 1984	Lone Dybdal		02:40:58
- 1985	Lone Dybdal		2:47:03
- 1986	Joan Carstensen	2:48:31
- 1987	Britta Houmann Sørensen 3:00:21
- 1988	Joan Carstensen		2:53:33
- 1989	Anette Hansen	2:58:33
- 1990	Helle Brogreen	2:54:20
- 1991	Anita Lyhn Nielsen	2:51:28
- 1992	Anita Lyhn Nielsen	2:54:44
- 1993	Anni Lønstad	2:58:35
- 1994	Inger Plum		2:56:54
- 1995	Dorthe S. Rasmussen	2:35:48
- 1996	Anette Hansen		2:50:44
- 1997	Karin Bøgh Andersen	2:47:31
- 1998	Karin Bøgh Andersen	2:51:49
- 1999	Anette Hansen		2:52:05
- 2000	Anne Marie Simonsen	3:03:08
- 2001	Gitte Karlshøj	2:32:41
- 2002	Gitte Karlshøj		2:35:11
- 2003	Gitte Karlshøj		2:34:59
- 2004	Gitte Karlshøj		2:45:46
- 2005	Gitte Karlshøj		2:42:18
- 2006	Kathrine Tilma	2:49:23
- 2007   Lene Duus             2:57:14
- 2008
- 2009   Gitte Karlshøj		2:51:30

## 80 meter hækkeløb
- 1944 Inge Harder 12,6
- 1945 Anne Iversen 12,5
- 1946 Anne Iversen 12,4
- 1947 Anne Iversen 12,1
- 1948 Bente Bergendorff 12,2
- 1949 Grethe Lovsø Nielsen 12,6
- 1950 Inger Jensen 12,8
- 1951 Ellen Zibrandtsen 12,3
- 1952 Grethe Mølgaard 12,6
- 1953 Kirsten Roelshøj 12,5
- 1954 Kirsten Roleshøj 12,1
- 1955 Kirsten Roelshøj 12,7
- 1956 Lis Josefsen 12,3
- 1957 Hanne Nielsen 12,1
- 1958 Bodil Nørgaard 12,2
- 1959 Bodil Nørgaard 12,1
- 1960	Annelise Damm Olesen 		12,0
- 1961	Nina Hansen		11,5
- 1962	Nina Hansen		11,4
- 1963	Nina Hansen		11,3
- 1964	Nina Hansen		11,4
- 1965	Nina Hansen		11,3
- 1966	Nina Hansen		11,3
- 1967	Nina Hansen		11,2
- 1968	Nina Hansen		11,4w

Ændret til 100 meter hækkeløb

## 100 meter hækkeløb
- 1969	Annelise Damm Olesen		14,3
- 1970	Pia Lund Hansen 	14,9
- 1971	Pia Lund Hansen 		14,4
- 1972	Inge Voigt		14,7
- 1973	Margit Hansen		14,3
- 1974	Margit Hansen		13,9
- 1975	Margit Hansen		13,66
- 1976	Helle Sichlau		14,54
- 1977	Dorthe A. Rasmussen 14,29
- 1978	Dorthe A. Rasmussen		14,03
- 1979	Dorthe A. Rasmussen		14,11
- 1980	Helle Sichlau 		13,6
- 1981	Dorthe A. Rasmussen		13,4
- 1982	Helle Sichlau		13,94
- 1983	Helle Sichlau		13,49w
- 1984	Dorthe A. Rasmussen		13,45
- 1985	Janne Nexø		14,29
- 1986	Dorthe A. Wolfsberg (Rasmussen)		13,75w
- 1987	Dorthe A. Wolfsberg		13,9
- 1988	Lisbeth Pedersen		14,30
- 1989	Lisbeth Pedersen		14,42
- 1990	Christina Holm		14,24
- 1991	Charlotte Beiter		14,32
- 1992	Anne Marie Gade Pedersen		14,41
- 1993	Christina Holm		14,13
- 1994	 Maria Kamrowska 		13,32
- 1995	Charlotte Beiter		14,44
- 1996	 Joanna Buciarska 		15,28
- 1997	 Joanna Buciarska		14,51
- 1998	 Joanna Buciarska		14,50
- 1999	 Joanna Buciarska		14,2
- 2000	Joanna Jensen (Buciarska)		14,26
- 2001	Anne Kløve Andersen		14,35
- 2002	Joanna Jensen		14,12
- 2003	Mette Svarrer		14,68w
- 2004	Joanna Jensen		14,71
- 2005	Anne Møller		14,63
- 2006	Anne Møller		14,20
- 2007  Anne Møller             14,26

## 400 meter hækkeløb
- 1977  Anita Sølyst            63,2
- 1978	Helle Sichlau	62,18
- 1979	Kirsten Høiler	61,64
- 1980	Helle Sichlau 		59,4
- 1981	Helle Sichlau		60,34
- 1982	Helle Sichlau		59,68
- 1983	Helle Sichlau		58,14
- 1984	Helle Sichlau		58,15
- 1985	Helle Vinkler		61,45
- 1986	Helle Vinkler		60,10
- 1987	Anne Marie Gade Pedersen	61,51
- 1988	Pia Vanggaard		62,27
- 1989	Ane Skak		60,14
- 1990	May Bugge		60,87
- 1991	Ane Skak		59,87
- 1992	Anne Marie Gade Pedersen	59,56
- 1993	Ane Skak		59,31
- 1994	Ane Skak		61,95
- 1995	Anne Marie Gade Pedersen	61,35
- 1996	Anja Lindholm Pedersen	62,10
- 1997	Rikke Rønholt		59,86
- 1998	Christina Schnohr		61,94
- 1999	Anja Lindholm Pedersen		64,66
- 2000	Rikke Sørensen		63,50
- 2001	Rikke Sørensen		60,52
- 2002	Sara Petersen	60,67
- 2003	Sara Petersen		64,57
- 2004	Sara Petersen		62,02
- 2005	Sara Petersen		58,21
- 2006	Sara Petersen		59,47
- 2007  Sara Petersen           58,93

## 3000 meter forhindringsløb
- 2003 Louise Mørch
- 2004 ikke afholdt
- 2005 ikke afholdt
- 2006 Anna Brasen 14:33.84

## Højdespring
- 1944  Anne Iversen 1,53
- 1945  Anne Iversen 1,50
- 1946  Anne Iversen 1,50
- 1947  Anne Iversen 1,55
- 1948  Anne Iversen 1,55
- 1949  Birthe Larsen 1,50
- 1950  Anne Knudsen 1,55
- 1951  Anne Knudsen 1,55
- 1952  Annlise Jørgensen 1,50
- 1953  Lis Josefsen 1,52
- 1954  Pernille Rode 1,55
- 1955  Lissie Andersen 1,55
- 1956  Lis Josefsen 1,56
- 1957  Lissie Andersen 1,50
- 1958  Karen Inge Halkier 1,55
- 1959  Mette Oxvang 1,50
- 1960   Mette Oxvang 1,60
- 1961   Mette Oxvang 1,60
- 1962	Grethe Hinge		1,50
- 1963	Birthe Andersen		1,58
- 1964	Inger Husted		1,58
- 1965	Mette Oxvang 1,55
- 1966	Solveig Langkilde Rasmussen	1,66
- 1967	Alice Wiese		1,63
- 1968	Solveig Langkilde Rasmussen	1,64
- 1969	Solveig Langkilde Rasmussen	1,66
- 1970	Solveig Langkilde Rasmussen	1,69
- 1971	Solveig Langkilde Rasmussen	1,78
- 1972	Grith Ejstrup		1,85
- 1973	Grith Ejstrup		1,74
- 1974	Grith Ejstrup		1,78
- 1975	Grith Ejstrup		1,85
- 1976	Solveig Langkilde Rasmussen	1,81
- 1977	Grith Ejstrup		1,78
- 1978	Grith Ejstrup		1,80
- 1979	Birgitte Kulas Kristensen	1,80
- 1980	Dorthe A. Rasmussen		1,77
- 1981	Dorthe A Rasmussen		1,80
- 1982	Dorthe A. Rasmussen		1,74
- 1983	Lone Pleth Sørensen		1,74
- 1984	Lene Demsitz		1,80
- 1985	Lene Demsitz		1,74
- 1986	Birgitte Kulas Kristensen	1,71
- 1987	Dorthe A. Wolfsberg (Rasmussen)	1,74
- 1988	Dorthe A. Wolfsberg		1,80
- 1989	Lone Pleth Sørensen		1,77
- 1990	Lone Pleth Sørensen		1,77
- 1991	Charlotte Beiter		1,77
- 1992	Pia Zinck		1,84
- 1993	Pia Zinck		1,80
- 1994	Pia Zinck		1,80
- 1995	Pia Zinck		1,82
- 1996	Pia Zinck		1,82
- 1997	Pia Zinck		1,86
- 1998	Pia Zinck		1,87
- 1999	Karina Johansen	1,73
- 2000	Kathrine Nielsen	1,73
- 2001	Kathrine Nielsen	1,72
- 2002	Kathrine Nielsen	1,72
- 2003	Donata Jancewicz	1,74
- 2004	Donata Jancewicz	1,76
- 2005	Signe Vest		1,70
- 2006	Kathrine Nielsen	1,70
- 2007  Anne Møller         1,70
- 2008  Cæcilie Sams 1,70

## Stangspring
- 1996	Marie Bagger Rasmussen	3,00
- 1997	Louise Brændstrup		3,40
- 1998	Marie Bagger Rasmussen		3,95
- 1999	Karen Klintø		3,45
- 2000	Anita Tørring		3,80
- 2001	Marie Bagger Rasmussen		4,01
- 2002	Marie Bagger Bohn (Rasmussen)	4,10
- 2003	Anita Tørring		4,00
- 2004	Anita Tørring		4,00
- 2005	Anita Tørring		3,95
- 2006	Iben Høgh-Pedersen	3,95
- 2007  Anita Tørring           3,75

## Længdespring
- 1944  Inge Harder 5,31
- 1945  Anne Iversen 5,01
- 1946  Anne Iversen 5,31
- 1947  Anne Iversen 5,09
- 1948  Anne Iversen 5,21
- 1949  Ellen M. Pedersen 5,21
- 1950  Ellen Andersen 5,29
- 1951  Ellen Zibrandtsen 5,36
- 1952  Ellen Andersen 5,07
- 1953  Alice Sørensen 5,28
- 1954  Pernille Rode 5,35
- 1955  Grethe Hinge 5,26
- 1956  Mette Schwartzlose 5,10
- 1957  Amy Bengtsson 5,07
- 1958  Sonja Nielsen 5,28
- 1959  Nina Hansen 5,46
- 1960  Nina Hansen 5,29
- 1961  Nina Hansen	 5,67
- 1962	Nina Hansen 	6,00
- 1963	Nina Hansen		5,94
- 1964	Nina Hansen		5,59
- 1965	Nina Hansen		5,94
- 1966	Nina Hansen		5,83
- 1967	Nina Hansen		5,58
- 1968	Susanne Hvas		6,17w
- 1969	Kirsten Halner		5,58
- 1970	Margit Hansen		5,85
- 1971	Ulla Sørensen		5,66
- 1972	Lis Jensen		5,79
- 1973	Anne Lise Kristensen	5,64
- 1974	Lis Jensen 		5,86
- 1975	Lis Jensen		5,89
- 1976	Dorthe A. Rasmussen		6,01
- 1977	Dorthe A. Rasmussen		5,98
- 1978	Dorte Ebling		5,96
- 1979	Dorthe A. Rasmussen		6,32
- 1980	Lene Humlebæk 	6,25
- 1981	Lisbeth Pedersen		6,18w
- 1982	Lisbeth Pedersen 		6,06
- 1983	Lisbet Fehrenkamp		6,06
- 1984	Lene Demsitz (Humlebæk)		6,31
- 1985	Lene Demsitz		6,27
- 1986	Lene Demsitz		6,42w
- 1987	Lene Demsitz		6,54w
- 1988	Dorthe A. Wolfsberg (Rasmussen)		6,27
- 1989	Dorthe Jensen		6,03
- 1990	 Renata Pytelewska Nielsen
- 1991	Dorthe A, Wolfsberg		6,26w
- 1992	Renata Pytelewska Nielsen
- 1993	Renata Pytelewska Nielsen
- 1994	Renata Pytelewska Nielsen
- 1995	Renata Pytelewska Nielsen
- 1996	Renata Pytelewska Nielsen
- 1997	Renata Pytelewska Nielsen
- 1998	Renata Pytelewska Nielsen
- 1999	Lisbeth Bertelsen		5,53
- 2000	Renata Pytelewska Nielsen	5,87
- 2001	Lisbeth Bertelsen		5,73
- 2002	Lotte Thiesen		5,87
- 2003	Lotte Thiesen		5,46
- 2004	Lotte Thiesen		5,84
- 2005	Lotte Thiesen		5,61
- 2006	Lisbeth Bertelsen	5,80
- 2007  Lotte Thiesen           5,72
- 2008  Tine Bach Ejlersen
- 2009  Tine Bach Ejlersen
- 2010

## Trespring
- 1988	Dorthe A. Wolfsberg	12,19
- 1989	Dorthe Jensen		11,86
- 1990	Jette Hansen		11,00w
- 1991	Dorthe A. Wolfsberg		11,17w
- 1992	Dorthe Jensen		12,08
- 1993	Dorthe Jensen		12,00
- 1994	Dorthe Jensen		12,40w
- 1995	Dorthe Jensen		12,24
- 1996	Dorthe Jensen		13,11w
- 1997	Dorthe Jensen		13,00w
- 1998	Dorthe Jensen		13,21
- 1999	Lisbeth Bertelsen		12,34
- 2000	Renata Pytelewska Nielsen		12,29
- 2001	Lisbeth Bertelsen		12,57
- 2002	Lotte Thiesen		12,61
- 2003	Lotte Thiesen		12,40
- 2004	Lotte Thiesen		12,26
- 2005	Lotte Thiesen		12,59w
- 2006	Lisbeth Bertelsen		12,82
- 2007  Lisbeth Bertelsen               12,75

## Kuglestød
- 1944  Ellen Schøler 11,26
- 1945  Edith Hellesøe 10,98
- 1946  Stella Mølgaard 10,76
- 1947  Edith Hellesøe 11,13
- 1948  Stella Mølgaard 11,62
- 1949  Agnes Østergaard 11,05
- 1950  Stella Mølgaard 11,14
- 1951  Agnes Østergaard 12,21
- 1952  Agnes Østergaard 12,36
- 1953  Agnes Østergaard 12,33
- 1954  Agnes Østergaard 11,58
- 1955  Stella Mølgaard 11,63
- 1956  Karen Inge Halkier 11,54
- 1957  Karen Inge Halkier 11,76
- 1958  Karen Inge Halkier 13,23
- 1959  Karen Inge Halkier 13,32
- 1960	Karen Inge Halkier		13,49
- 1961	Karen Inge Halkier		14,03
- 1962	Karen Inge Halkier		13,86
- 1963	Karen Inge Halkier		13,84
- 1964	Karen Inge Halkier		13,99
- 1965	Karen Inge Halkier		13,74
- 1966	Karen Inge Halkier		14,09
- 1967	Karen Inge Halkier		13,76
- 1968	Karen Inge Halkier		13,10
- 1969	Karen Inge Halkier		12,42
- 1970	Karen Inge Halkier		12,77
- 1971	Karen Inge Halkier		12,81
- 1972	Karen Inge Halkier		13,11
- 1973	Åse Jensen		13,29
- 1974	Susanne Jensen 	12,81
- 1975	Jytte Lyng Larsen	13,59
- 1976	Birthe Kofoed	13,20
- 1977	Birthe Kofoed		13,95
- 1978	Birthe Kofoed		13,97
- 1979	Birthe Kofoed		13,52
- 1980	Lone Pedersen 	1297
- 1981	Birthe Kofoed		12,98
- 1982	Jytte Lyng Larsen 	14,35
- 1983	Jytte Ling Larsen	13,67
- 1984	Vivian Krafft	13,48
- 1985	Lone Pedersen		12,98
- 1986	Birthe Kofoed		12,89
- 1987	Lisbeth Pedersen	14,02
- 1988	Lisbeth Pedersen	13,32
- 1989	Lisbeth Pedersen	13,33
- 1990	Lisbeth Pedersen	13,87
- 1991	Lisbeth Pedersen	13,82
- 1992	Vivian Krafft		13,05
- 1993	Bettina Høst Poulsen	13,44
- 1994	 Maria Kamrowska 		15,47
- 1995	Annette Bøgh		13,56
- 1996	Charlotte Wåhlin		13,25
- 1997	Charlotte Wåhlin		12,98
- 1998	Charlotte Wåhlin		13,51
- 1999	 Claudia Mues 	15,75
- 2000	Henriette Lykke		12,68
- 2001	Henriette Lykke		12,96
- 2002	Christina Schwerin		13,39
- 2003	Christina Schwerin		14,64
- 2004	Mette Rosentjørn		13,40
- 2005	Christina Schwerin		14,21
- 2006	Christina Schwerin		14,98
- 2007  Mette Rosentjørn                13,34

## Slyngbold
- 1949 Inger-Lise Madsen 46,42
- 1950 Lily Kelsby 43,49
- 1951 Lily Kelsby 43,53
- 1952 Lily Kelsby 47,30
- 1953 Gerd Sidenius 42,40
- 1954 Grethe Bonnesen Saga 39,61
- 1955 Birgitte Rasmussen 43,69
- 1956 Lilly Kelsby 44,82
- 1957 Birgitte Rasmussen 45,72
- 1958 Karen Inge Halkier 49,55

Udgået

## Diskoskast
- 1944 Gurli M. Hansen 34,90
- 1945 Gurli M. Hansen 33,38
- 1946 Gurli M. Hansen 33,54
- 1947 Gurli M. Hansen 33,92
- 1948 Gurli M. Hansen 34,39
- 1949 Gurli M. Hansen 34,92
- 1950 Gurli M. Hansen 32,22
- 1951 Agnes Østergaard 34,18
- 1952 Agnes Østergaard 36,28
- 1953 Agnes Østergaard 36,66
- 1954 Ruth Petersen 35,07
- 1955 Sigrid Hansen 37,27
- 1956 Sigrid Hansen 37,23
- 1957 Karen Inge Halkier 39,69
- 1958 Karen Inge Halkier 41,35
- 1959 Karen Inge Halkier 43,73
- 1960	Karen Inge Halkier		47,02
- 1961	Kamma Rægaard Jensen 	43,91
- 1962	Karen Inge Halkier		44,73
- 1963	Karen Inge Halkier		42,33
- 1964	Karen Inge Halkier		45,57
- 1965	Karen Inge Halkier		44,47
- 1966	Karen Inge Halkier		44,93
- 1967	Karen Inge Halkier		43,84
- 1968	Karen Inge Halkier		41,39
- 1969	Helle Schou Jeppesen	40,93
- 1970	Karen Inge Halkier		43,09
- 1971	Karen Inge Halkier		42,72
- 1972	Karen Inge Halkier		43,70
- 1973	Karen Inge Halkier		43,00
- 1974	Helle Schou Jeppesen            43,16
- 1975	Helle Schou Jeppesen		42,75
- 1976	Helle Schou Jeppesen		42,52
- 1977	Maibritt Bogs		44,01
- 1978	Liselotte Hansen		42,11
- 1979	Helle Schou Jeppesen		46,68
- 1980	Liselotte Hansen    		48,27
- 1981	Liselotte Hansen		48,68
- 1982	Liselotte Hansen        	50,14
- 1983	Vivian Krafft		46,70
- 1984	Liselotte Hansen		50,29
- 1985	Liselotte Hansen		50,01
- 1986	Liselotte Hansen		47,01
- 1987	Vivian Krafft		52,40
- 1988	Vivian Krafft		50,22
- 1989	Vivian Krafft		50,00
- 1990	Vivian Krafft		47,22
- 1991	Vivian Krafft		49,56
- 1992	Vivian Krafft		50,94
- 1993	Vivian Krafft		49,10
- 1994	Annette Bøgh	50,00
- 1995	Annette Bøgh		51,96
- 1996	Annette Bøgh		48,76
- 1997	Annette Bøgh		51,70
- 1998	Annette Bøgh		49,60
- 1999	Annette Bøgh		46,23
- 2000	Marianne Simonsen	46,21
- 2001	 Anne Marie Gausel 		43,46
- 2002	Ane Nørgård		43,17
- 2003	 Anne Marie Gausel 		44,41
- 2004	Ane Nørgård		42,90
- 2005	 Anne Marie Gausel 		41,67
- 2006	Ane Nørgård		42,21
- 2007  Marianne Simonsen 41,26

## Hammerkast
- 1988	Gitte Gregersen		41,72
- 1989	Inge Faldager		42,14
- 1990	Inge Faldager		39,32
- 1991	Malene Kjærsgaard		44,36
- 1992	Inge Faldager		44,90
- 1993	Malene Kjærsgård		46,50
- 1994	Malene Kjærsgård		47,98
- 1995	Malene Kjærsgård		48,86
- 1996	Inge Faldager		44,36
- 1997	Malene Kjærsgård		47,34
- 1998	Charlotte Wåhlin		54,77
- 1999	Charlotte Wåhlin		55,25
- 2000	Vanessa Steen Mortensen		50,49
- 2001	Vanessa Steen Mortensen		54,15
- 2002	Vanessa Steen Mortensen		51,91
- 2003	Vanessa Steen Mortensen		54,08
- 2004	Vanessa Steen Mortensen		54,82
- 2005	Vanessa Steen Mortensen		56,70
- 2006	Vanessa Steen Mortensen		59,37
- 2007  Vanessa Steen Mortensen         56,44

## Spydkast
- 1944  Tonni Pedersen 35.10*
- 1945  Stella Mølgaard 40.07*
- 1946  Stella Mølgaard 38.83*
- 1947  Lily Carlstedt 39.21*
- 1948  Lily Carlstedt 39.02*
- 1949  Lily Carlstedt38.88*
- 1950  Lily Kelsby (Carlstedt) 38.68*
- 1951  Lily Kelsby (Carlstedt)  42.60*
- 1952  Lily Kelsby (Carlstedt)  42.57*
- 1953  Stella Møllgaard 39.90*
- 1954  Lily Kelsby (Carlstedt)  38.18*
- 1955  Lily Kelsby (Carlstedt)  41.85*
- 1956  Lily Kelsby (Carlstedt)  41.97*
- 1957  Lise Koch 40.98*
- 1958  Lise Koch 46.87*
- 1959  Lise Koch	42.57*
- 1960	Lise Koch 		46,81*
- 1961	Lise Koch 		43,84*
- 1962	Lise Koch 		44,09*
- 1963	Ellen Kortsen	43,50*
- 1964	Else Løvhøj		42,41*
- 1965	Ellen Kortsen		44,98*
- 1966	Kirsten Hansen 	43,82*
- 1967	Ellen Kortsen		43,57*
- 1968	Ellen Kortsen		44,00*
- 1969	Nina Carstensen	44,06*
- 1970	Jessie Laugesen	42,52*
- 1971	Marianne Jørgensen44,66*
- 1972	Susanne Jensen	45,18*
- 1973	Nina Carstensen		48,55*
- 1974	Nina Carstensen 	45,62*
- 1975	Nina Carstensen		51,66*
- 1976	Nina Carstensen		47,25*
- 1977	Lone Jørgensen 	51,94*
- 1978	Gerda Munch		45,25*
- 1979	Vibeke Larsen	44,28*
- 1980	Lone Jørgensen 		49,45*
- 1981	Simone Frandsen	46,15*
- 1982	Simone Frandsen 	50,00*
- 1983	Simone Frandsen		51,10*
- 1984	Simone Frandsen		55,98*
- 1985	Simone Frandsen		55,76*
- 1986	Simone Frandsen		54,85*
- 1987	Simone Frandsen		57,40*
- 1988	Jette Ø. Jeppesen	53,20*
- 1989	Jette Ø. Jeppesen	52,40*
- 1990	Jette Ø. Jeppesen	50,96*
- 1991	Jette Ø. Jeppesen	54,36*
- 1992	Jette Ø. Jeppesen	54,22*
- 1993	Jette Ø. Jeppesen	62,20*
- 1994	Jette Ø. Jeppesen	54,16*
- 1995	Jette Ø. Jeppesen	56,12*
- 1996	Jette Ø. Jeppesen	58,04*
- 1997	Jette Ø. Jeppesen	59,70*
- 1998	Jette Ø. Jeppesen	56,38*
- 1999	Jette Ø. Jeppesen	54,04
- 2000	Christina Scherwin	55,58
- 2001	Ane Nørgård		49,08
- 2002	Christina Scherwin	47,60
- 2003	Christina Scherwin	55,44
- 2004	Christina Scherwin	54,15
- 2005	Christina Scherwin	61,72
- 2006	Christina Scherwin	60,31
- 2007  Jane Lindved            48,09
- 2008
- 2009

*gl. spyd

## Kastetrekamp
- 1979 Vibeke Larsen
- 1980 Lone Pedersen
- 1981 Majbritt Bogs

## Trekamp
- 1944 Inge Harder 1229p
- 1945 Anne Iversen 1310p
- 1946 Anne Iversen 1114p
- 1947 Anne Iversen 1300p
- 1948 Birthe Nielsen 1258p
- 1949 Gudrun Jensen 1085p
- 1950 Birthe Maymann 1136p

Ændret til femkamp

## Femkamp
- 1951 Ellen Zibrandtsen
- 1952 Ellen Andersen
- 1953 Pernille Rode
- 1954 Kirsten Roelshøj
- 1955 Kirsten Roelshøj
- 1956 Kirsten Basballe
- 1957 Bodil Nørgaard
- 1958 Jytte Kort
- 1959 Nina Hansen
- 1960 Nina Hansen
- 1961 Nina Hansen
- 1962 Nina Hansen
- 1963 Nina Hansen
- 1964 Nina Hansen
- 1965 Nina Hansen
- 1966 Nina Hansen
- 1967 Nina Hansen
- 1968 Nina Hansen
- 1969 Annelise Damm Olesen
- 1970 Inga Ladegård
- 1971 Alice Wiese
- 1972 Susana Flensborg
- 1973 Susana Flensborg
- 1974 Margit Hansen
- 1975 Lis Jensen
- 1976 Dorthe A. Rasmussen
- 1977 Helle Sichlau
- 1978 Dorthe A. Rasmussen
- 1979 Dorthe A. Rasmussen
- 1980 ikke afholdt

Ændret til syvkamp

## Syvkamp
- 1980 Lisbeth Pedersen
- 1981 Dorte Klein
- 1982
- 1983
- 1984 Bettina Høst Poulsen
- 1985 Lene Kjeldsen
- 1986 Lisbeth Larsen
- 1987 Dorte Klein
- 1988 Dorte Klein
- 1989 Dorte Klein
- 1990 Lisbeth Larsen
- 1991 Charlotte Beiter
- 1992 Charlotte Beiter
- 1993 Lone Nielsen
- 1994 Charlotte Beiter
- 1995 Lone Nielsen
- 1996 Anja Lindholm Pedersen
- 1997 Christina Schnohr
- 1998 Christina Schnohr
- 1999 Christina Schnohr
- 2000 Christina Schnohr
- 2001 Inget mesterskab
- 2002 Kathrine Nielsen
- 2003 Signe Vest
- 2004 Kathrine Nielsen
- 2005 Tine Bach Ejlersen
- 2006 Tine Bach Ejlersen
- 2007
- 2008
- 2009
- 2010
- 2011
- 2012

## Ottekamp
- 1944 Inge Harder
- 1945 Anne Iversen
- 1946 Anne Iversen
- 1947 Anne Iversen
- 1948 Birthe Nielsen
- 1949 Inger Dahl
- 1950 Ellen Andersen
- 1951 Ellen Andersen
- 1952 Ellen Andersen
- 1953 Agnes Østergaard
- 1954 Pernille Rode
- 1955 Pernille Rode
- 1956 Tove Larsen
- 1957 Tove Larsen
- 1958 Bodil Nørgaard
- 1959 Lis Frederiksen
- 1960 Lis Schmidt
- 1961 Nina Hansen
- 1962 Nina Hansen
- 1963 Nina Hansen
- 1964 Nina Hansen
- 1965 Nina Hansen
- 1966 Nina Hansen
- 1967 Alice Wiese
- 1968 Nina Hansen
- 1969 Annelise Dam Olesen
- 1970 Alice Wiese

Ændret til nikamp

## Nikamp
- 1971 Alice Wiese
- 1972 Alice Wiese
- 1973 Nina Hansen
- 1974 Lis Jensen
- 1975 Lis Jensen
- 1976 Alice Wiese
- 1977 ikke afholdt
- 1978 ikke afholdt
- 1979 Lisbeth Larsen

Udgået